# Ingemar Folke
Ingemar Folke, född 6 juli 1946, är en svensk advokat verksam i Stockholm. Han var 1973 som aktiv i föreningen FiB-juristerna en av de drivande i debatten om Grundlagsberedningen. Tillsammans med engagerade från hela den politiska skalan förhindrade FiB-juristerna att de svenska medborgerliga fri- och rättigheterna skulle kunna avskaffas med enkel riksdagsmajoritet.
Bland hans mera uppmärksammade insatser som advokat kan nämnas uppdraget som försvarsadvokat i tryckfrihetsmålen mot personerna bakom Radio Islam, först Ahmed Rami och senare David Janzon.
Folke svarar månatligen på frågor om lag och ordning i tidningen Folket i Bild/Kulturfront. Han medverkade regelbundet i numer nedlagda Tidskrift för Folkets Rättigheter och är medlem i FiB-juristerna.